# یواس‌اس رابین (ام‌اچ‌سی-۵۴)
یواس‌اس رابین (ام‌اچ‌سی-۵۴) (به انگلیسی: USS Robin (MHC-54)) یک کشتی بود که طول آن ۱۸۸ فوت (۵۷ متر) بود. این کشتی در سال ۱۹۹۳ ساخته شد.